# 第37师团 (日本陆军)
第37师团（だいさんじゅうななしだん）是大日本帝國陸軍师团之一。
七七事变爆发后，由于从华北、华中到华南地区的战線持续扩大，战争陷入泥沼化中，为了替换下在中国第一线作战的甲种野战师团，以维持占领地的治安和警备为目的，而于1939年（昭和14年）2月7日新设立的三单位編制治安师团之一， 在豫湘桂会战中走遍了北京至曼谷，被誉为日本最能走的部队，也被称作“冬兵团”(冬兵団)。。

## 沿革
編成後立即被投入中国战線，为了对抗八路军的活动而被编入华北地区的第1軍作戰序列，同时换下第20师团负责山西南部的警备任务，和其他治安师团同样也在1939年（昭和14年）夏之后参加了各种治安作战。
太平洋战争開战後于第1軍隷下仍被派驻于山西省，1944年（昭和19年）2月，将山西省的驻防地交给前来换防的第69师团，3月31日被编入第12軍（指挥官为内山英太郎中将）战斗序列参加大陸打通作战（一号作战），4月17日战斗开始后，在第一阶段豫湘桂会战中于4月23日占领河南新密，4月30日占领许昌。紧接着同年7月17日編入第11軍（指挥官为横山勇中将）战斗序列，在第二阶段豫湘桂会战中于9月29日占领湖南省宝庆，11月24日抵达廣西南宁，12月10日由綏禄经法屬印度支那方面北上同第21师团的部隊进行連絡从而達成大陸打通战略，12月19日编入第38軍 (日本陸軍)战斗序列。编入印度支那駐屯軍（同年12月20日改称为第38軍）隷下在泰国坤西育府万那县近郊駐屯，预备对英军作战，在当地迎来終战并于1946年（昭和21年）复员。

## 师团概要

### 歴代师团長
- 平田健吉 中将：1939年（昭和14年）3月9日 - 1940年（昭和15年）8月1日
- 安達二十三 中将：1940年（昭和15年）8月1日 - 1941年（昭和16年）10月15日
- 長野祐一郎 中将：1941年（昭和16年）10月15日 - 1945年（昭和20年）4月7日
- 佐藤賢了 中将：1945年（昭和20年）4月7日 - 終战

### 最終所属部隊
- 步兵第225联队（熊本）：鎮目武治大佐
- 步兵第226联队（都城）：岡村文人大佐
- 步兵第227联队（鹿儿岛）：河合自一大佐
- 山砲兵第37联队：河野武夫中佐
- 工兵第37联队：遠藤秀人中佐
- 輜重兵第37联队：米岡三郎大佐
- 第37师团通信隊：丸田憲治郎少佐
- 第37师团第1野战医院：陸哲之軍医少佐
- 第37师团第2野战医院：岩崎丰次軍医大尉
- 第37师团第4野战医院：阿部隣太郎兽医少佐
- 第37师团防疫給水部：関三千夫軍医大尉
- 第37师团病馬廠：阿部隣太郎兽医少佐